# Juricse
Juricse (horvátul: Đurići) falu Horvátországban Vukovár-Szerém megyében. Közigazgatásilag Drenóchoz tartozik.

## Fekvése
Vukovártól légvonalban 52, közúton 60 km-re délre, községközpontjától 4 km-re délre, a Nyugat-Szerémségben, az ún. Cvelferija területén, a Száva bal partjának közelében fekszik.

## Története
A török 1536-ban szállta meg a vidéket és 1691-ig volt török uralom alatt. A 18. század elején Boszniából érkezett katolikus sokácok települtek ide be. 1769-ben az újonnan alapított racsinovcei plébániához csatolták. A katonai határőrvidék megszervezésekor Mária Terézia rendelete alapján 1745-ben elhatárolták a katonai közigazgatás alá vont területeket. A falu a Péterváradi határőrezred katonai igazgatása alá került. Lakói a katonai igazgatás teljes megszüntetéséig határőrök voltak, akik 16 és 60 életévük között kötelezve voltak a császári hadseregben a katonai szolgálatra. Részt vettek a Habsburg Birodalom szinte valamennyi háborújában. 1808-ban átkerült a Bródi határőrezred újonnan alakított 12. Drenóci századához. Azóta nevezik az egykori 12. század területét Cvelferijának. A katonai közigazgatást 1873-ban megszüntették, majd területét 1881-ben Szerém vármegyéhez csatolták. 
Az első katonai felmérés térképén „Juricze” néven található. Lipszky János 1808-ban Budán kiadott repertóriumában „Juriche” néven szerepel. Nagy Lajos 1829-ben kiadott művében „Gyurich” néven 70 házzal, 359 katolikus és 11 ortodox vallású lakossal találjuk. A 19. század végén magyar és ruszin családok vándoroltak be, de jöttek likai és dalmáciai horvát és szerb családok is. 
A településnek 1857-ben 344, 1910-ben 582 lakosa volt. Szerém vármegye Zsupanyai járásához tartozott. Az 1910-es népszámlálás adatai szerint lakosságának 69%-a horvát, 10%-a ruszin, 9%-a magyar, 6%-a szerb, 1%-a német anyanyelvű volt. A település az első világháború után az új szerb-horvát-szlovén állam, majd később (1929-ben) Jugoszlávia része lett. 1941 és 1945 a Független Horvát Államhoz tartozott, majd a szocialista Jugoszlávia fennhatósága alá került. 1991-től a független Horvátország része. 1991-ben lakosságának 89%-a horvát, 5%-a jugoszláv, 4%-a szerb, 1%-a ruszin nemzetiségű volt. A horvát függetlenségi háború idején a falu állandó szerb fenyegetettségben élt, de a harcok elkerülték. A falunak 2011-ben 286 lakosa volt. 2014 májusában a nagy szávai árvíz idején a falut teljesen körbevette a víz. A nőket, a gyermekeket, az időseket és az állatok egy részét kimenekítették. A lakosság fennmaradó része a gátakat védte. Végül a víz a falu 150 házából 80-at árasztott el.

## Népessége
| Lakosság változása | Lakosság változása | Lakosság változása | Lakosság változása | Lakosság változása | Lakosság változása | Lakosság változása | Lakosság változása | Lakosság változása | Lakosság változása | Lakosság változása | Lakosság változása | Lakosság változása | Lakosság változása | Lakosság változása | Lakosság változása |
| ------------------ | ------------------ | ------------------ | ------------------ | ------------------ | ------------------ | ------------------ | ------------------ | ------------------ | ------------------ | ------------------ | ------------------ | ------------------ | ------------------ | ------------------ | ------------------ |
| 1857               | 1869               | 1880               | 1890               | 1900               | 1910               | 1921               | 1931               | 1948               | 1953               | 1961               | 1971               | 1981               | 1991               | 2001               | 2011               |
| 344                | 340                | 314                | 404                | 489                | 582                | 542                | 589                | 681                | 706                | 668                | 630                | 534                | 457                | 418                | 286                |

## Gazdaság
A helyi gazdaság alapja ma hagyományosan a mezőgazdaság és az állattartás. 

## Nevezetességei
Szent György tiszteletére szentelt római katolikus templomát a 19. század-ban építették. 

## Oktatás
A településen a racsinovcei Ivan Fiipović általános iskola területi iskolája működik.

## Sport
Az NK Mladost Đurići labdarúgóklubot 1932-ben még ŠK Slavonac néven alapították. 1945-ben az NK Zadrugar nevet vette fel. Mai nevén 1950-től szerepelt. A labdarúgócsapat a megyei 2. ligában szerepelt 2014-ig, amikor tevékenysége megszűnt.

## Egyesületek
DVD Đurići önkéntes tűzoltó egyesület.